# Paul Onuachu
Ebere Paul Onuachu (født 28. maj 1994) er en nigeriansk professionel fodboldspiller, som spiller for Southampton, og Nigerias landshold.

## Klubkarriere

### FC Midtjylland
Paul Onuachu kom i 2012 til FC Midtjylland fra ulvenes nigerianske samarbejdsklub FC Ebedei.
Han fik sin officielle debut for FC Midtjylland i ottendedelsfinalen i DBU Pokalen mod Randers FC i 2012, mens han fik sin superligadebut den 2. december 2012, da han i hjemmekampen mod Silkeborg IF blev skiftet ind og fik de sidste ni minutter.
Den høje angriber blev til sæsonen 2013-14 en del af FC Midtjyllands førsteholdstrup, da han skrev en tre-årig fuldtidskontrakt med ulvene.
I juni 2013 forlængede Onuachu sin kontrakt med FCM med tre år. Han scorede sit første Superliga-mål mod Brøndby IF den 20. juli 2014.
Den 18. februar 2016 scorede han det afgørende mål til 2-1 i den første kamp i UEFA Europa League 1/16-delsfinalen mod Manchester United F.C.

### Genk
Efter lange forhandlinger solgte FC Midtjylland i august 2019 Onuachu til den belgiske KRC Genk, hvor han fik en 4-årig kontrakt.

## Landsholdskarriere
I februar 2015 blev han udtaget til Nigeria U/23.

## Hæder

### Klub
Midtjylland
- Superliga: 2014–15,2017–18
- DBU Pokalen: 2018–19

Genk
- Belgisk Cup: 2020–21[5]

### International
Nigeria
- Africa Cup of Nations: tredje plads 2019[6]

### Individuelt
- Jupiler Pro League topscorer: 2020–21[7]

- Månedens Superligaspiller, maj 2017[8]